# 엘 사예드 노세이르

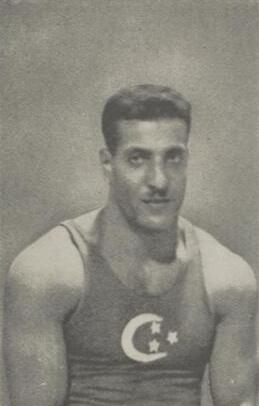

엘 사예드 모하메드 노세이르(아랍어: السيد نصير, 1905년 8월 31일 ~ 1977년 11월 23일)는 이집트의 역도 선수였다.
탄타에서 태어난 노세이르는 1928년 암스테르담 올림픽에서 라이트헤비급 금메달을 획득하였다. 그는 세계 신기록을 세우기 위하여 355.0 킬로그램을 들어 이집트의 첫 금메달리스트가 되었다.